# Flatschkofeliinae
Flatschkofeliinae es una subfamilia de foraminíferos bentónicos de la familia Placopsilinidae, de la superfamilia Lituoloidea, del suborden Lituolina y del orden Lituolida. Su rango cronoestratigráfico abarca el Triásico medio.

## Discusión
Flatschkofeliinae proviene de una división de la subfamilia Placopsilininae en dos subfamilias y, por lo tanto, clasificaciones previas la hubiesen incluido en el suborden Textulariina, en el orden Textulariida, o en el orden Lituolida sin diferenciar el suborden Lituolina.

## Clasificación
Flatschkofeliinae incluye al siguiente género:
- Flatschkofelia †